# 打闹
打闹，又称战斗游戏，是在人类或动物之间存在的一种行为，通常是有两个或两个以上的同伴参与。打闹属于人类游戏的一种。但在动物领域，这种活动的目的暂不明确。

## 人类之间的打闹
枕头战是人类之间打闹的最好例子之一。在枕头战中，旁观者会观察到参与者激烈地“打斗”。不过与打斗不同的是，在枕头战中，参与者不会故意伤害他人，并且参与者的最终目的是在枕头战中获得快乐。
人类之间的打闹也基本如此。在大多数男性的儿童和青少年之间，都或多或少地发生过打闹之类的活动。由于男性更倾向于的能量的宣泄，打闹便成为了一个很好的方式。打闹时，双方或多方需要十分信任参与到打闹的伙伴，并且控制好打闹的力度和限度，否则打闹很容易发展成打斗。
有学者认为，人类之间的打闹是人类成长阶段的需要。在精力旺盛活泼好动的年纪，打闹是一种自由活动的途径，也是学习与人交往的方式，并且获得与外界环境相适应的能力。

## 动物之间的打闹

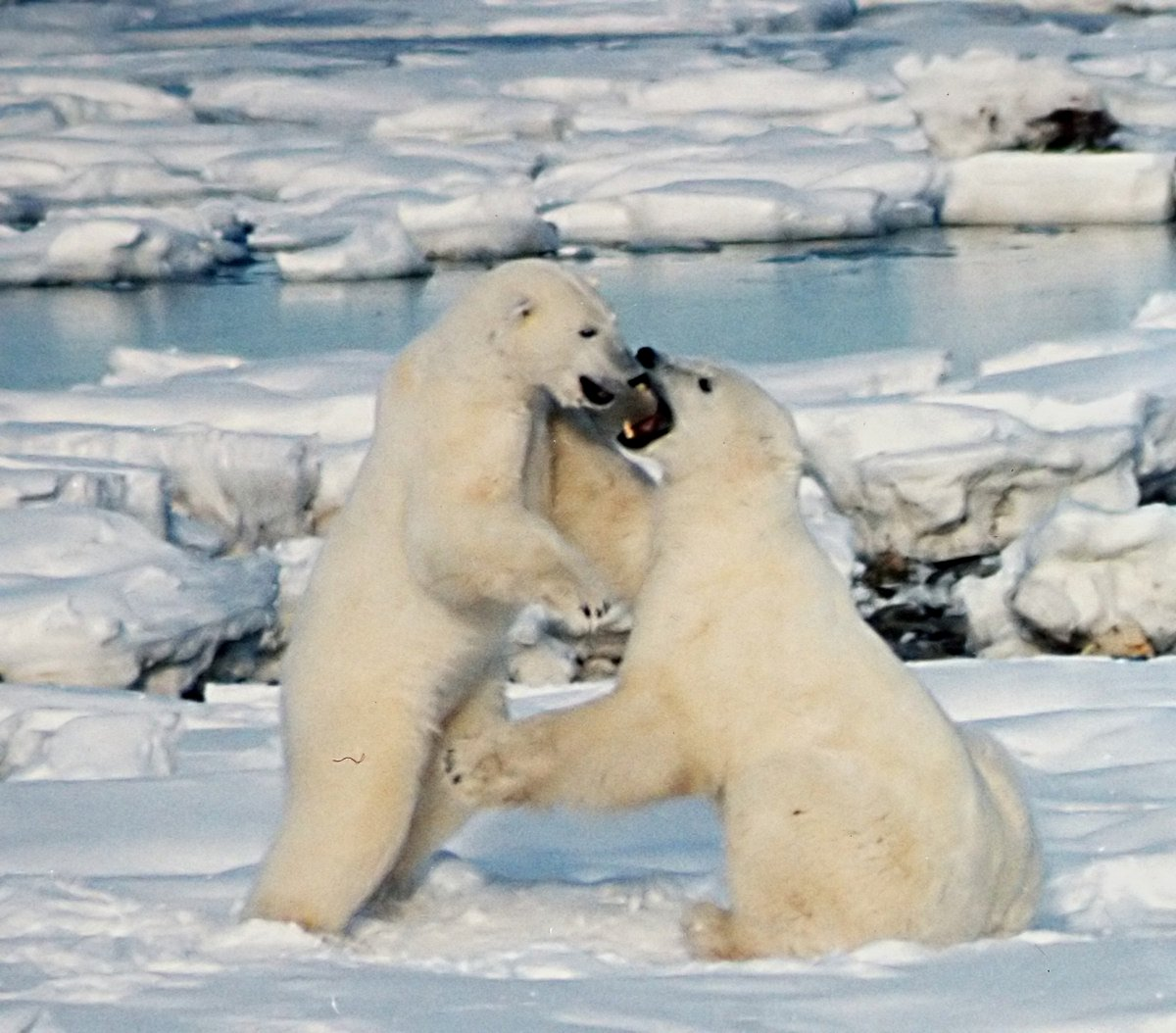
正在打闹的北极熊

动物之间的打闹行为是目前尚不明确的一个研究领域。目前，动物之间的打闹行为存在于很多种类的动物中。例如：北极熊经常打闹；猴子在游戏时有类似将同伴推下树的举动等等。
动物之间的打闹行为，可以归类于动物游戏的范畴内。因此，目前有4种学说来解释动物游戏现象：
- 演习说（由珍·古道尔提出）
- 学习说（由美国加州大学神经生理学家汉斯·特贝和哈佛大学社会生物学家斯塔·阿特曼等人提出）
- 自娱说
- 锻炼说（由美国爱达荷大学的约翰·贝叶和加拿大动物学家保尔·赖特提出）

## 打闹与攻击
由于打闹的激烈性，不论人还是动物的打闹与攻击之间都存在共同点。不过，仍有几点可以容易地辨识出打闹与攻击之间的不同。
在打闹中，参与者的情绪体验为积极的。表现在积极或平常的表情，行为适度有分寸。另外，打闹游戏的结构是双向（或曰可逆）的，这意味着打闹的伙伴愿意交换角色。最终的行为结果也不同。在打闹中，参与者会保留一部分力量，并且以高兴、欣喜或兴奋结束，并且会让参与者之间更加团结。
在攻击中，参与者的情绪体验明显为消极的。表现在愤怒消极的表情，言语措辞强烈甚至爆粗口，不顾一切地使劲浑身的力量伤害对方。这种攻击是单向的，也不可能为双向的。在攻击中，参与者会用各种方式（例如：言语、动作、神情）来威胁和伤害对方。结果是总会让参加打斗的人受到伤害。

## 注脚
1. ↑  《动物游戏之谜》 周立明。见于《自然与人》1985年第5期